# Sphaenorhynchus palustris
Sphaenorhynchus palustris là một loài ếch thuộc họ Nhái bén.
Đây là loài đặc hữu của Brasil.
Môi trường sống tự nhiên của chúng là rừng ẩm vùng đất thấp nhiệt đới hoặc cận nhiệt đới, đầm nước ngọt, và đầm nước ngọt có nước theo mùa.
Chúng hiện đang bị đe dọa vì mất môi trường sống.